# Gana nos Jogos Olímpicos de Verão de 1964
Gana competiu nos Jogos Olímpicos de Verão de 1964, realizados em Tóquio, Japão. Lá o país conquistou uma medalha de bronze.

## Medalhistas
| Medalha           | Nome       | Esporte | Evento                           |
| ----------------- | ---------- | ------- | -------------------------------- |
| Medalha de bronze | Eddie Blay | Boxe    | Peso Meio-médio ligeiro(63.5 kg) |

## Resultados por Evento

### Atletismo
100m masculino
- Stanley Fabian Allotey
  - Primeira Eliminatória — 10.7 s (→ 7º na bateria, não avançou)
- Michael Kofi Ahey
  - Primeira Eliminatória — 10.6 s (→ 7º na bateria, não avançou)

200m masculino
- Michael F. Okantey
  - Primeira Eliminatória — 21.9 s (→ 6º na bateria, não avançou)

400m masculino
- Ebenezer Quaye Quartey
  - Primeira Eliminatória — 47.1 s (→ 2º na bateria, avançou à Segunda Fase)
  - Segunda Eliminatória — 47.0 s (→ 7º na bateria, não avançou)
- Samuel Owusu-Mensah
  - Primeira Eliminatória — não começou

1.500m masculino
- Eric Donu Amevor
  - Primeira Eliminatória — 3:58.4 min (→ 11º na bateria,não avançou)

Revezamento 4x100m masculino
- Michael F. Okantey, Michael Kofi Ahey, Ebenezer Charle O. Addy, Stanley Fabian Allotey
  - Primeira Eliminatória — 40.8 s (→ 5º na bateria, avançou à Semifinal)
  - Semi-Final — 40.7 s (→ 8º na bateria, não avançou)

Revezamento 4x400m masculino
- James Aryee Addy, Mensah-Brobbey, Samuel Zanya Bugri, Ebenezer Quaye Quartey
  - Primeira Eliminatória — 3:10.4 min (→ 5º na bateria, não avançou)

Salto em distância masculino
- Michael Kofi Ahey
  - Classificatória — 753 cm (→ avançou à final)
  - Final — 730 cm (→ 7th place)

100m feminino
- Rose Hart
  - Primeira Eliminatória — 11.9 s (→ 5ª na bateria, avançou à Segunda Eliminatória
  - Segunda Eliminatória — 11.9 s (→ 6ª na bateria, não avançou)
- Christina A. Boateng
  - Primeira Eliminatória — 12.9 s (→ 8ª na bateria, não avançou)

80m com barreiras feminino
- Rose Hart
  - Primeira Eliminatória — 11.3 s (→ 3ª na bateria, avançou às semifinais)
  - Semi Final — 11.1 s (→ 8ª na bateria, não avançou)

Salto em distância feminino
- Alice Anum
  - Classificatória — 545 cm (→ não avançou)

### Boxe
Peso Mosca
- Sulley Shittu
  - Primeira rodada — derrotou Jumaat Ibrahim (MAL) KO-1 2:17
  - Segunda rodada — perdeu para John Anthony McCafferty (IRL) 2:3

Peso Galo
- Cassis Aryee
  - Primeira rodada — derrotou Thein Myint (BIR) KO-2 2:03
  - Segunda rodada — perdeu para Takao Sakurai (JPN) 0:5

Peso Leve
- Sammy Lee Amekudji
  - Primeira rodada — bye
  - Segunda rodada — perdeu para Kanemaru Shiratori (JPN) KO-1 1:27

Peso Meio-médio ligeiro
- Eddie Blay
  - Primeira rodada — bye
  - Segunda rodada — derrotou Preben R.S. Rasmussen (DEN) 5:0
  - Terceira rodada — derrotou Nol Touch (CAM) KO-2 1:34
  - Quartas-de-final — derrotou Joao Henrique Da Silva (BRA) 5:0
  - Semifinais — perdeu para Jerzy Kulej (POL) 0:5

Peso Médio-ligeiro
- Eddie Davies
  - Primeira rodada — derrotou Laszlo Sebok (HUN) 5:0
  - Segunda rodada — derrotou Tolman Gibson Jr. (USA) 5:0
  - Quartas-de-final — perdeu para Boris Lagutin (SOV) RET

Peso Médio
- Joe Darkey
  - Primeira rodada — bye
  - Segunda rodada — defeated James Columbus Rosette (USA) 3:2
  - Quartas-de-final — perdeu para Valery Popenchenko (SOV) 0:5

Peso Meio-pesado
- Thomas Arimi
  - Primeira rodada — bye
  - Segunda rodada — perdeu para Sayed Mersal (UAR) 0:5

### Futebol

#### Grupo D
| 12 de outubro de 1964 12:00 | Predefinição:Country flaglink right | 1–1 | Gana          |  |
|                             | Bulla 26'                           |     | E. Acquah 80' |  |

| 16 de outubro de 1964 14:00 | Japão                       | 2–3 | Gana                                        |  |
|                             | Sugiyama 12' · Yaegachi 52' |     | Agyemang 27' · S. Acquah 69' · Fulaiteh 80' |  |

|           | PJ | V | E | D | GP | GC | Pts |
| --------- | -- | - | - | - | -- | -- | --- |
| Gana      | 2  | 1 | 1 | 0 | 4  | 3  | 3   |
| Japão     | 2  | 1 | 0 | 1 | 5  | 5  | 2   |
| Argentina | 2  | 0 | 1 | 1 | 3  | 4  | 1   |
| Itália    | 0  | 0 | 0 | 0 | 0  | 0  | 0   |

#### Quartas-de-final
| 18 de outubro de 1964 12:00 | Predefinição:Country flaglink right            | 5–1 | Gana     |  |
|                             | Badawi 42' 61' · Riad 65' · Elfanagili 69' 85' |     | Mfum 37' |  |